# Agapostemon sericeus
Agapostemon sericeus är en biart som först beskrevs av Forster 1771.  Agapostemon sericeus ingår i släktet Agapostemon och familjen vägbin. Inga underarter finns listade i Catalogue of Life.

## Bildgalleri

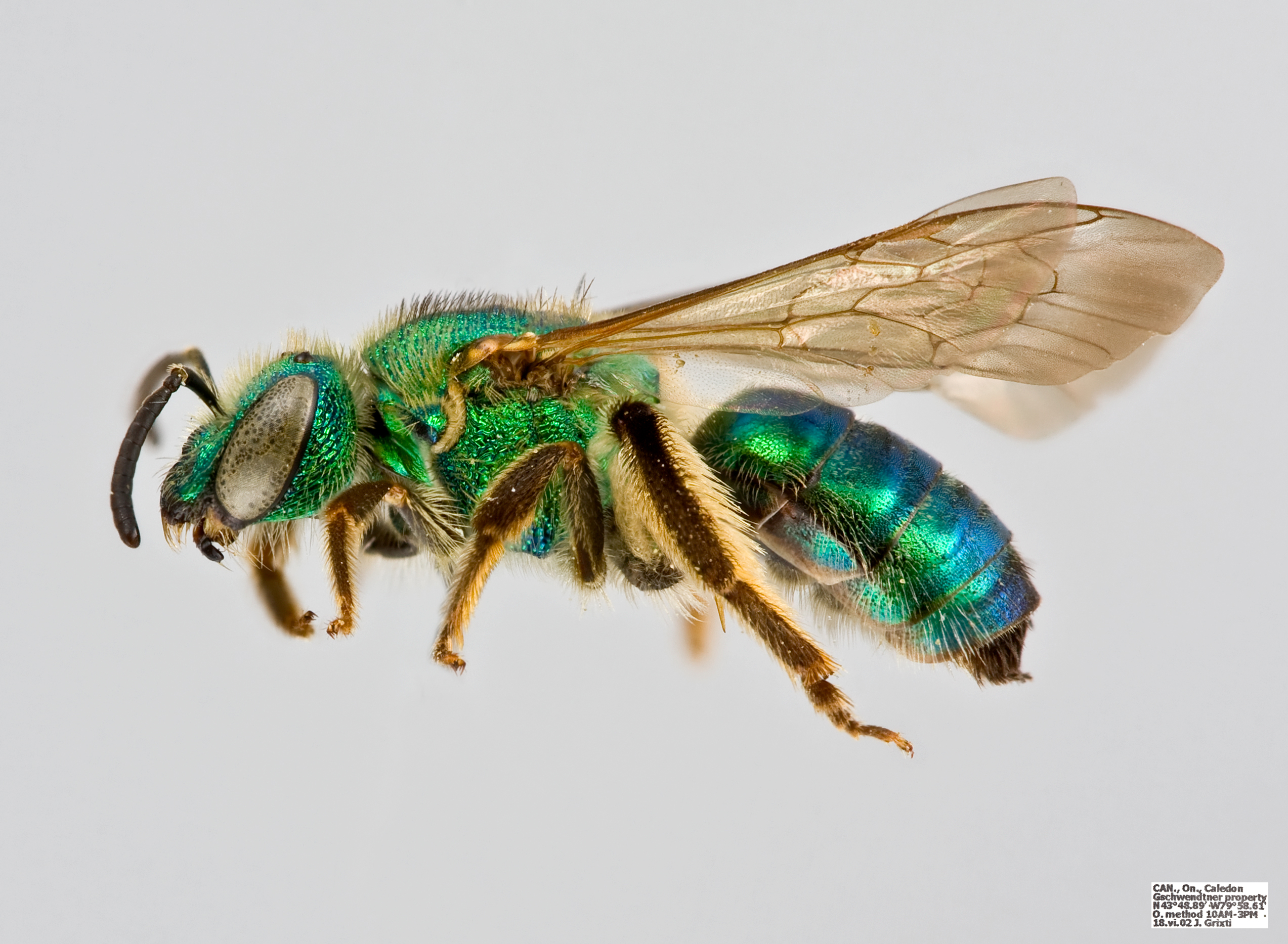
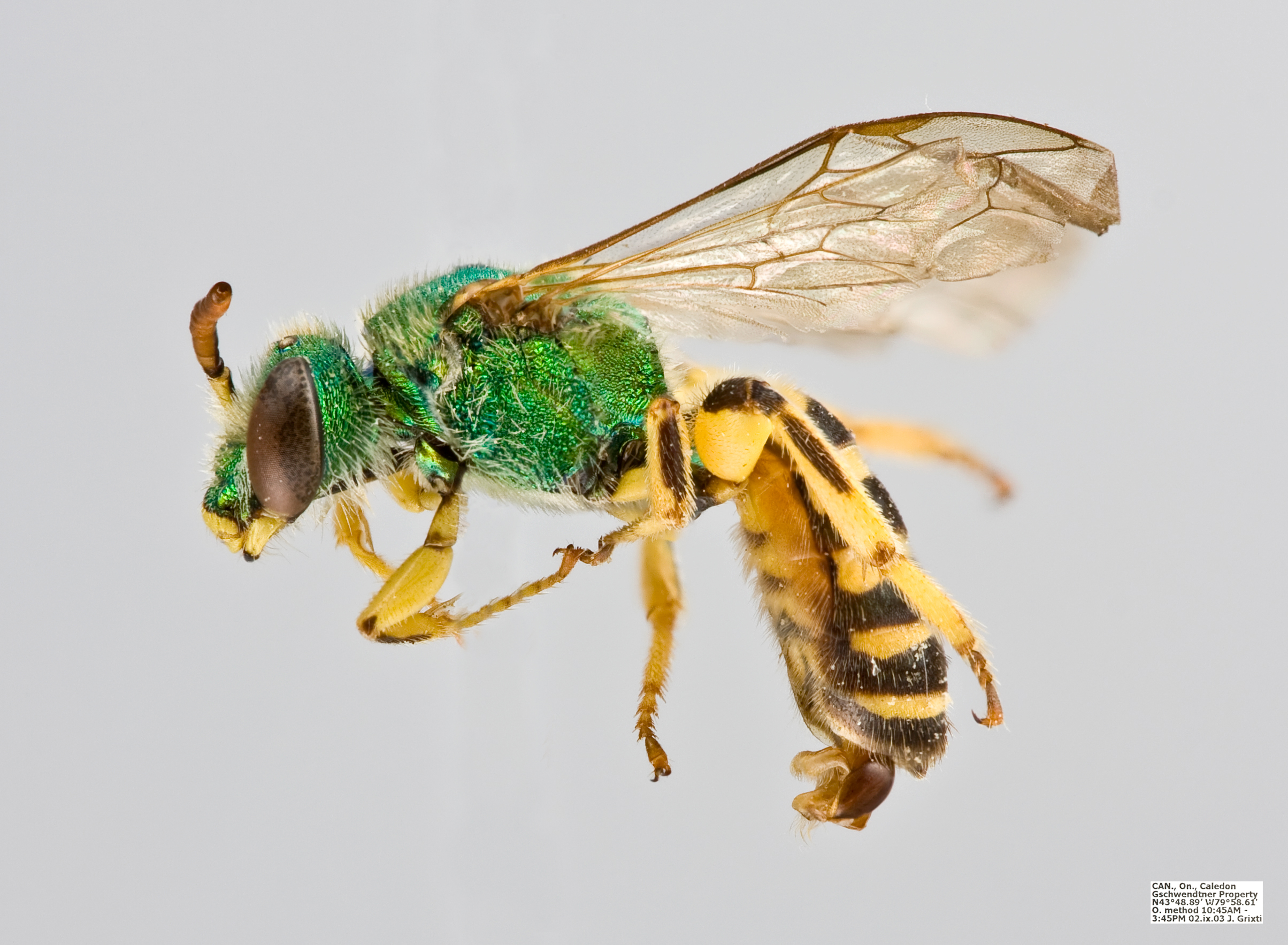